# Shelbina
Shelbina és una població dels Estats Units a l'estat de Missouri. Segons el cens del 2000 tenia 1.943 habitants.

## Demografia
Segons el cens del 2000, Shelbina tenia 1.943 habitants, 843 habitatges, i 503 famílies. La densitat de població era de 326,2 habitants per km².
Dels 843 habitatges en un 28,5% hi vivien nens de menys de 18 anys, en un 46,5% hi vivien parelles casades, en un 9,3% dones solteres, i en un 40,3% no eren unitats familiars. En el 37,5% dels habitatges hi vivien persones soles el 22,7% de les quals corresponia a persones de 65 anys o més que vivien soles. El nombre mitjà de persones vivint en cada habitatge era de 2,19 i el nombre mitjà de persones que vivien en cada família era de 2,91.
Per edats la població es repartia de la següent manera: un 22,8% tenia menys de 18 anys, un 7,9% entre 18 i 24, un 22,1% entre 25 i 44, un 21,3% de 45 a 60 i un 25,9% 65 anys o més.
L'edat mediana era de 43 anys. Per cada 100 dones de 18 o més anys hi havia 74,8 homes.
La renda mediana per habitatge era de 25.800 $ i la renda mediana per família de 33.529 $. Els homes tenien una renda mediana de 26.393 $ mentre que les dones 18.712 $. La renda per capita de la població era de 17.645 $. Entorn del 12,3% de les famílies i el 16,8% de la població estaven per davall del llindar de pobresa.

## Poblacions més properes
El següent diagrama mostra les poblacions més properes.